# InScript
InScript (Indian Scriptの短縮)とは、標準104キーボードあるいは標準105キーボードを用い、インド系文字（ブラーフミー系文字）を入力するための公認キー配列。インド政府によって開発され、いくつかの公的機関や民間団体によるサポートを受けた。
ブラーフミー文字で書かれたインド系諸語、およびブラーフミー文字ではないオル・チキ文字によって書かれたサンタル語を入力するためにインド政府によって標準化されたもので 、デーヴァナーガリー、ベンガル、グジャラーティー、グルムキー、カンナダ、マラヤーラム、オリヤーなど、12のインド系文字のための標準キーボードである。
InScriptのレイアウトはWindows（Windows 2000以後）、Linuxの多くやMac OSなどの主要OSによって実装されているほか、一部の携帯電話やiOS（5以降）、Android（4.0以降）でも使用することができる。Windows Mobile（5.x系）では Eyron's Hindi Supportによって利用可能で、6.x系でもひととおりサポートされている。

## レイアウト

デーヴァナーガリーと英アルファベットをサポートするInScriptレイアウト

InScriptのレイアウトでは、同一の音価を持つ文字は同じ位置に来るよう配列されており、この点はほぼすべてのインド系文字に共通である。ある文字体系でInScript入力を習得すれば、ほかのインド系文字に対する知識がなくても、口述による各文字体系でのタイピングが可能となる。